# Bobby Lennox
Bobby Lennox (* 30. srpna 1943, Saltcoats) je bývalý skotský fotbalista, útočník, levé křídlo. V sezóně 1967/1968 byl nejlepším střelcem skotské ligy.

## Fotbalová kariéra
Ve skotské lize hrál za Celtic FC. V letech 1966 až 1974 získal s Celtikem 9 mistrovských titulů v řadě a v roce 1967 vítězství v Poháru mistrů evropských zemi. V Poháru mistrů evropských zemí nastoupil v 51 utkáních a dal 9 gólů, v Poháru UEFA nastoupil ve 2 utkáních a ve Veletržním poháru nastoupil ve 3 utkáních a v Interkontinentálním poháru nastoupil ve 3 utkáních. Za reprezentaci Skotska nastoupil v letech 1966-1970 v10 utkáních a dal 3 góly.

## Ligová bilance
| Ročník                                          | Zápasy | Góly | Klub               |
| ----------------------------------------------- | ------ | ---- | ------------------ |
| 1. skotská liga 1961/1962                       | 1      | 0    | Celtic FC          |
| 1. skotská liga 1962/1963                       | 4      | 0    | Celtic FC          |
| 1. skotská liga 1963/1964                       | 6      | 1    | Celtic FC          |
| 1. skotská liga 1964/1965                       | 22     | 11   | Celtic FC          |
| 1. skotská liga 1965/1966                       | 24     | 15   | Celtic FC          |
| 1. skotská liga 1966/1967                       | 27     | 13   | Celtic FC          |
| 1. skotská liga 1967/1968                       | 28     | 32   | Celtic FC          |
| 1. skotská liga 1968/1969                       | 28     | 11   | Celtic FC          |
| 1. skotská liga 1969/1970                       | 20     | 14   | Celtic FC          |
| 1. skotská liga 1970/1971                       | 24     | 10   | Celtic FC          |
| 1. skotská liga 1971/1972                       | 26     | 12   | Celtic FC          |
| 1. skotská liga 1972/1973                       | 23     | 11   | Celtic FC          |
| 1. skotská liga 1973/1974                       | 19     | 12   | Celtic FC          |
| 1. skotská liga 1974/1975                       | 14     | 5    | Celtic FC          |
| 1. skotská liga 1975/1976                       | 30     | 10   | Celtic FC          |
| 1. skotská liga 1976/1977                       | 5      | 2    | Celtic FC          |
| 1. skotská liga 1977/1978                       | 3      | 0    | Celtic FC          |
| North American Soccer League (1968–1984) 1978   | 30     | 3    | Houston Hurricanes |
| 1. skotská liga 1978/1979                       | 14     | 4    | Celtic FC          |
| 1. skotská liga 1979/1980                       | 28     | 6    | Celtic FC          |
| CELKEM 1. skotská liga                          | 346    | 169  |                    |
| CELKEM North American Soccer League (1968–1984) | 30     | 3    |                    |